# Antifo (figlio di Talemene)
Antifo (in greco antico: Ἄντιφος?, Ántiphos) è un personaggio della mitologia greca. Era un condottiero dei Meoni giunto in soccorso a Priamo nella guerra di Troia.

## Mitologia
Antifo, figlio di Talemene (il re dei Meoni e discendente dalla ninfa Gigea), partecipò alla guerra con il fratello Mestle (un principe dei Meoni), il fratellastro Elenore e lo zio Ifitione, il fratello minore di Talemene.